# Nora Oleas Gallo
Nora H. Oleas (1975) es una botánica, y exploradora ecuatoriana.
En 2000 finalizó sus estudios de grado en licenciatura, en ciencias naturales en la Universidad Católica del Ecuador, en Quito. Y, obtuvo el doctorado por la Universidad de Internacional de la Florida (Miami (Florida)).
Trabaja en el "Departamento de Biología", de la Universidad Tecnológica Indoamérica, Quito, Ecuador.

## Experiencia en Investigación
- Florida International University - Departamento de Ciencias Biológicas (agosto de 2002) - Estudiante licenciado
- Universidad Tecnológica Indoamérica (noviembre de 2011 a actualidad) - Profesora[3]

## Publicaciones
- Oleas, N.H., Actualización del estado de conservación de la Ashpa cebolla (Phaedranassa schizantha), un especie endemic de la Sierra central del Ecuador. 2012. CienciAmérica 1:29-36.

- Oleas, N.H., Meerow AW, Francisco-Ortega, J. 2012. Population genetic of Phaedranassa tunguraguae Ravenna (Amaryllidaceae), an endangered species from the Tropical Andean hotspot. Journal of Heredity 103:557-569.

- Oleas, N.H. 2011. Amaryllidaceae, p. 86-90, en Valencia, R., N. Pitman, S. León-Yánez, & P.M. Jørgensen (eds.) Libro Rojo de las plantas endémicas del Ecuador. Pontificia Universidad Católica del Ecuador, Quito, Ecuador.

- Oleas, N.H., Meerow, A., Francisco-Ortega, J. 2009. Eight microsatellite loci in Phaedranassa schizantha Baker (Amaryllidaceae) and cross-amplification in other Phaedranassa species. Conservation Genetics 10: 1887-1889.

- Meerow, A.W., Noblick, L., Borrone, J.W., Couvreur, T.L.P., Mauro-Herrera, M., Hahn, W.J., Kuhn, D.N, Nakamura, K. Oleas, N.H., Schnell, R.J. 2009. Phylogenetic analysis of seven WRKY genes across the palm subtribe Attaleinae (Arecaceae) identifies Syagrus as sister group of the coconut. PLoS ONE 4(10): e7353.doi:10.1371/journal.pone.0007353.

- Livingstone, D., Freeman, B., Tondo, C.L., Cariaga, K.A., Oleas, N.H., Meerow, A.W., Schnell, R.J. and D. N. Kuhn. 2009. Improvement of high-throughput genotype analysis after implementation of a dual-curve Sybr Green I-based quantification and normalization procedure. HortScience 44(5):1-5.

- Oleas, N.H., Meerow, A.W., Francisco-Ortega, J. 2005. Isolation and characterization of eight microsatellite loci from Phaedranassa tunguraguae (Amaryllidaceae). Molecular Ecology Notes 5: 791-793.

- Oleas, N.H., Iturralde, J. A. 2002. Caracterización vegetal de la cuenca baja del Río Oyacachi, provincia del Napo, Ecuador, p. 104-117 en: Freire-Fierro, A & D.A. Nelly (eds.) 2002. La Botánica del Nuevo Milenio, Memorias del III Congreso Ecuatoriano de Botánica. Publicaciones de la Fundación Ecuatoriana para la Investigación y el Desarrollo de la Botánica FUNBOTANICA 4. Quito 260 p.

- Iturralde, J.A., Oleas, N.H. 2002. Caracterización vegetal de algunos bosques montanos en la cuenca del Río Upano, Parque Nacional Sangay, p. 118-140 en: Freire-Fierro, A & D.A. Nelly (eds.) 2002. La Botánica del Nuevo Milenio, Memorias del III Congreso Ecuatoriano de Botánica. Publicaciones de la Fundación Ecuatoriana para la Investigación y el Desarrollo de la Botánica FUNBOTANICA 4. Quito 260 p.

- Oleas, N.H. 2000. Amaryllidaceae. Pp. 66-67, en Valencia, R., N. Pitman, S. León-Yánez, & P.M. Jørgensen (eds.) Libro Rojo de las plantas endémicas del Ecuador. Pontificia Universidad Católica del Ecuador, Quito, Ecuador.

## Obras Publicadas
Guía práctica de identificación de plantas de ribera.
- La abreviatura «Oleas» se emplea para indicar a Nora Oleas Gallo como autoridad en la descripción y clasificación científica de los vegetales.[5]

## Proyectos
- Evolution of the Ecuadorian Hillstar[3]
  - Con la colaboración de: Elisa Bonaccorso, Carlos Rodríguez, Nick Harvey y Nicolás Peñafiel[6]
- Plant diversity / Plant conservation on islands[3]
  - Objetivo: El proyecto apunta a contribuir con el conocimiento sobre las especies de plantas en las islas y sobre la conservación de la diversidad de plantas en sistemas insulares.[7]
  - Con la colaboración de: Eugenio Santiago-Valentín, Javier Francisco-Ortega, José Javier Fumero-Caban, M. Patrick Griffith, Cielo Figueroa-Hernández, Pedro Acevedo, James Ackerman, Gary Krupnick, Holly Porter-Morgan, Jeanine Velez, Hannah Stevens, Christian Torres-Santana, Brett Jestrow, Brígido Peguero, Melissa Abdo, Michael A. Calonje, Michael Maunder, Ramona Oviedo, Rosa Rodríguez y Joel A. Mercado-Díaz[7]
- Plant Systematics and Classification[3]
  - Objetivo: Estudios en las relaciones evolutivas y la clasificación de las plantas[8]
  - Con la colaboración de: Eugenio Santiago-Valentín, Javier Francisco-Ortega, Richard Olmstead, Brett Jestrow, Brígido Peguero, M. Patrick Griffith, Michael A. Calonje, Rosa Rodríguez, Scott Zona, Chad Husby y Karen Eleanor Laubengayer[8]
- La biodiversidad iberoamericana como fuente de recursos naturales para su explotación sostenible[3]
  - Objetivo: El objetivo de la Red es establecer las bases para el aprovechamiento de recursos naturales en búsqueda de principios activos para el tratamiento de la enfermedad de Alzheimer y otras enfermedades neurodegenerativas, generando capacitación de personal para la explotación sostenible de dichos recursos y promoviendo una futura participación justa y equitativa de las comunidades campesinas e indígenas en los posibles beneficios derivados del uso de los mismos.[9]
  - Con la colaboración de: Jaime Bastida, Karen Acosta, Gabriela E. Feresin, Natalie Cortés, Ricardo Reyes-Chilpa, Edison Osorio, Warley Borges, Fabio Cabezas y Giovanna Almanza[9]